# 春ねむり
春 ねむり（はる ねむり、1995年1月10日 - ）は、日本の女性シンガーソングライター、ポエトリーラッパー、トラックメイカー。神奈川県横浜市出身。

## 略歴

### 2016年
- 6月26日、ラッパー・春ねむりとして活動を開始[2]（それまでは二人組バンド「行方不明」にて「キミシマ」名義で活動していた[3]）。
- 9月3日、川崎市・東扇島東公園にて『BAYCAMP2016』のFREE THROW DJ TENTにオープニング・アクトとして出演[4]。
- 9月15日、蔦谷好位置がナビゲーターをつとめる『THE HANGOUT』（J-WAVE）に電話出演[5]。
  - このことがきっかけで蔦谷とのコラボ曲『さよならぼくのシンデレラ』を制作（リリックと歌唱を担当）、同番組の9月30日放送回にて発表された[6]。 同トラックはアンジャッシュ・渡部建がナビゲートをつとめる『GOLD RUSH』（J-WAVE）で10月の“THE HOTTEST TRACK OF MONTH”に選ばれた[7]。
  - その後、2017年1月29日に同曲のミュージック・ビデオ制作のクラウドファンディング企画が立てられる[8]。企画は成立し、2018年1月17日にYouTubeにて公開された[9]。
- 10月12日、1stミニアルバム『さよなら、ユースフォビア』でデビュー[1]。
- 12月23日、オーディション番組『イクゼ、バンド天国!!』（BS-TBS）にてテレビ初出演[10]。

### 2017年
- 1月10日、自身の誕生日にdues新宿にて初のワンマンライブ『ひとりでねれるもん！vol.1』を開催[11]。
- 6月2日、『バズリズム』（日本テレビ）の番組内コーナー「バズ女が探リズム！」にて地上波テレビ初出演[12]。
- 6月7日、2ndミニアルバム『アトム・ハート・マザー』をリリース[13][14]。
  - 同アルバムはタワーレコードのスタッフがお薦めの新進アーティストを選出する「タワレコメン」の2017年6月分に選ばれた[15]。
- 8月、『kick in the world』を制作。
  - 同曲は映画と音楽のコラボレーションがコンセプトの映画祭「MOOSIC LAB 2017」への出品作『; the eternal / spring』（主演:芋生悠）の主題歌として書き下ろされた[16]。
- 9月20日、後藤まりこと共作の1stシングル『はろー@にゅーわーるど / とりこぼされた街から愛をこめて』をリリース[17]。
- 10月26日、デビューから1年の節目に吉祥寺・武蔵野公会堂にて初のホールワンマンライブ『ぼくを最終兵器にしたのはきみさ』を開催[18]。
- 11月30日、資生堂の医薬品リップクリーム「モアリップ」のWebプロモーション企画で結成されたユニット「モアリップス」に参加。オリジナル曲「ひび割れない 日々」のリリックと歌唱を担当した[19][20]。

### 2018年
- 2月28日、初の楽曲提供となる東京女子流の24thシングル『ラストロマンス』（作詞・作曲・編曲）がリリース[21]。作家としても活動開始。
- 4月6日、台湾・鵝鑾鼻公園にて野外音楽フェス『Spring Scream 2018』に海外ライブ初出演[22][23]。
- 4月11日、1stフルアルバム『春と修羅』をリリース[24][25]。
  - 2019年4月26日にはフランスのレーベルから同アルバムのアナログ盤『HARU TO SHURA』をリリース[26]。
- 8月29日、前年に映画主題歌として書き下ろした『kick in the world』を2ndシングルとしてリリース[27][23]。
  - 同作は8月31日、アメリカの著名音楽情報サイトStereogumで“THE 5 BEST SONGS OF THE WEEK”のNo.1ソングに選出された[28]。

### 2019年
- 3月 - 4月、後藤まりこと共同で初のアジアツアー『Hello！你好！こんにちは！ ASIA TOUR 2019』を敢行。香港・上海・北京・台湾のライブイベントに出演[29]。
- 5月 - 6月、初のヨーロッパツアー『HARU NEMURI 'Haru to Shura' European Tour 2019』にてドイツ・フランス・スペイン・オランダ・イギリスの複数公演に出演[30][31]。
- 10月25日、音楽レビューサイト・The Needle Dropのコンピレーションアルバム「The Needle Drop: Various Artists Vinyl」に参加。楽曲は同コンピのために再録＆再ミックスした「Kick In The World (Alternate Version)」[32]。

### 2020年
- 1月5日、FMヨコハマにて、ラジオ番組『ねむいっす.com』のラジオパーソナリティを初担当する。担当時間は毎週日曜23:30 - 24:00[33]。同番組は2021年6月27日まで放送された[34]。
- 3月20日、2年ぶりとなるオリジナルアルバム『LOVETHEISM』を配信リリース[35]。
  - 6月12日、同タイトルの日本CD盤、ヨーロッパ向けアナログ盤をリリース[36]。

### 2021年
- 1月15日、デジタル・シングル『bang』をリリース。
- 3月21日、オンラインで開催された大型フェス「SXSW 2021」に出演。
  - 3月23日には、『ニューヨーク・タイムズ』のチーフで、音楽評論家のジョン・ペアレスに評価され「ニューヨーク・タイムズが選ぶベストアクト15」に選ばれた[37]。
- 3月26日、デジタル・シングル『祈りだけがある』をリリース。
- 5月28日、デジタル・シングル『セブンス・ヘブン』をリリース。
  - 同曲は映画『猿楽町で会いましょう』（6月4日公開）の主題歌として書き下された[38]。「猿楽町で会いましょう」の予告映像では春ねむりがナレーションを担当している[39]。
- 7月23日、デジタル・シングル『Old Fashioned』をリリース。
- 10月1日、デジタル・シングル『Déconstruction』をリリース。

### 2022年
- 3月4日 - 13日、初の北米ツアー『HARU NEMURI “ North America Tour 2022 ”』を開催[40]。
  - 3月14日、北米ツアー後、アメリカ・テキサス州オースティンにて開催された「SXSW 2022」に出演。
  - 3月16日、SXSWでのパフォーマンスの高評価を受け急遽「FLOODfest」に追加出演[41]し、敬愛するPussy Riotと共演[42]。
- 4月1日、デジタル・シングル『生きる』をリリース[43]。
- 4月22日、2ndフルアルバム『春火燎原』をリリース[44]。

### 2025年
- 7月、第27回参議院議員通常選挙において、参政党の候補として東京都選挙区で当選したさやに向けて書いた楽曲「IGMF」をSoundCloudで公開した[45][46]。春は、自身のXで「参院選期間、あまりにもヘイトスピーチを聞きすぎて怒りがすごかったので爆速書き」したと投稿した[47]。同曲は、一度削除されたが、その後復元された[48]。

## ディスコグラフィ

### デジタルシングル
| #  | リリース日     | タイトル                  | レーベル           | 規格品番   | 備考                                                             |
| -- | -------------- | ------------------------- | ------------------ | ---------- | ---------------------------------------------------------------- |
| 1  | 2017年12月20日 | buzz light ear            | disc label records | DISCC-3710 | 春ねむり×sry the lateman名義。                                   |
| 2  | 2018年09月26日 | i wanna                   | TO3S RECORDS       | TO3S-0009  |                                                                  |
| 3  | 2018年10月12日 | 東京（Ewig Wiederkehren） | TO3S RECORDS       | TO3S-0011  | デビュー作「さよなら、ユースフォビア」より M2「東京」 の再構築。 |
| 4  | 2020年01月10日 | ファンファーレ            | TO3S RECORDS       | TO3S-0013  | 「LOVETHEISM」M1収録曲。                                         |
| 5  | 2020年06月19日 | Heart of Gold（demo）     | TO3S RECORDS       | TO3S-0015  | 売上をNAACP(全米黒人地位向上協会)へ寄付。                        |
| 6  | 2021年01月15日 | bang                      | TO3S RECORDS       | TO3S-0016  |                                                                  |
| 7  | 2021年03月26日 | 祈りだけがある            | TO3S RECORDS       | TO3S-0017  |                                                                  |
| 8  | 2021年05月28日 | セブンス・ヘブン          | TO3S RECORDS       | TO3S-0018  | 映画「猿楽町で会いましょう」主題歌。                             |
| 9  | 2021年07月23日 | Old Fashioned             | TO3S RECORDS       | TO3S-0019  |                                                                  |
| 10 | 2021年10月01日 | Déconstruction            | TO3S RECORDS       | TO3S-0020  |                                                                  |
| 11 | 2022年04月01日 | 生きる                    | TO3S RECORDS       | TO3S-0021  | 谷川俊太郎の詩「生きる」を引用。                                 |

### 参加作品
| リリース日     | タイトル                                      | 参加楽曲                                     | レーベル                 | 販売形態     | 規格品番     |
| -------------- | --------------------------------------------- | -------------------------------------------- | ------------------------ | ------------ | ------------ |
| 2016年04月27日 | GOMESS / 情景 -後篇-                          | M3「sore eyes with 春ねむり」                | LOW HIGH WHO? PRODUCTION | CD           | LHWCD-0040   |
| 2016年12月14日 | NELHATE / TEN ELEVEN                          | M10「ゴーストノイズ feat.春ねむり」          | LOW HIGH WHO? PRODUCTION | CD           | LHWCD-0044   |
| 2018年07月05日 | THE BASSONS / 片目が語る!バンドが弾く!叩く!   | M4「かっこいいダンス feat.春ねむり、SAKI」   | HOT GATE                 | CD           | HGCD-006DIGI |
| 2019年10月25日 | V.A. / The Needle Drop: Various Artists Vinyl | M3「Kick In The World（Alternate Version）」 | Postlude Paradox         | LP           |              |
| 2019年11月15日 | Prune Deer / Insufficient Postage             | M3「Return 返信 (feat.春ねむり）」           | Specific Recordings      | LP           | SPCFC047     |
| 2020年05月09日 | Nap Head / my sleeping bag                    | M2「graspingatstraws (feat.春ねむり）」      | Nap Time Records         | デジタル配信 |              |

## 提供作品
- 東京女子流
  - ラストロマンス（作詞・作曲：春ねむり / 編曲：春ねむり、Lucky Kilimanjaro）[21]
  - キスひとつで（作詞・作曲：春ねむり / 編曲：春ねむり、つるうちはな、タカユキカトー）
  - 光るよ（作詞：春ねむり）
  - Ever After（作詞・作曲：春ねむり / 編曲：春ねむり、周 from神様クラブ）
- ヨネコ
  - 火星の恋人（作詞・作曲・編曲：春ねむり）[55]
- 尾丸ポルカ
  - エヴァーブルー（作詞・作曲：春ねむり / 編曲：春ねむり、タカユキカトー）[56]
- 鈴木愛奈
  - トワイライト・サイダー（作詞[57]）
- 加納
  - TELASA「蟹から生まれたピスコの恋」主題歌（作曲：春ねむり）

## 出演

### テレビ
- 2016年12月23日、BS-TBSのオーディション番組『イクゼ、バンド天国!!』[10]。
- 2017年6月2日、日本テレビ系『バズリズム』の番組内コーナー「バズ女が探リズム！」[12]。

### ラジオ
- 2016年9月15日、蔦谷好位置がナビゲーターをつとめるJ-WAVE『THE HANGOUT』（電話出演）
- 2020年1月5日 - 2021年6月27日、FMヨコハマ「ねむいっす.com」（ラジオパーソナリティ）

### ウェブCM
- 2018年3月2日、auひかりのWeb CM「I'm超野～超野家の食卓激震篇～」（ラップとダンスを担当）[58]。

### ウェブ番組
- 2021年9月3日、アメリカのラジオ局KEXPの恒例企画『Live on KEXP at Home』に出演[59]。

### イベント

#### 2016年
- 9月3日、川崎市・東扇島東公園にて『BAYCAMP2016』のFREE THROW DJ TENTに出演（オープニング・アクト）[60]。

#### 2017年
- 1月10日、dues新宿にて『ひとりでねれるもん！vol.1』を開催[11]。
- 1月28日、川崎・CLUB CITT'A'TTICにて『BAYCAMP201701』に出演[61]。
- 7月16日、茨城・つくばねオートキャンプ場にて『GFB‘17 (つくばロックフェス)』に出演[62]。
- 8月6日、茨城・国営ひたち海浜公園にて『ROCK IN JAPAN FESTIVAL 2017』のBUZZ STAGEに出演[63]。
- 10月26日、吉祥寺・武蔵野公会堂にて初のホールワンマンライブ『ぼくを最終兵器にしたのはきみさ』を開催[18]。

#### 2018年
- 4月6日、台湾・鵝鑾鼻公園にて野外音楽フェス『Spring Scream 2018』に出演[22][23]。
- 6月26日、渋谷チェルシーホテルにて自主企画イベント『ロックンロールは死なない』を開催[64]。
- 7月28日、台湾・福隆海水浴場にて『2018新北市貢寮國際海洋音樂祭』に出演[23]。
- 10月7日、台湾・淡水文化園區にて『巨獸搖滾音樂祭8.0 BEASTIE ROCK』に出演[65]。
- 10月8日、台湾・Revolverにてワンマンライブ『Kick in the Beastie』を急遽開催[66]。
- 11月12日、渋谷LOFT HEAVENにてアーバンギャルド・松永天馬とのツーマンライブ『KNOCKIN’ ON HEAVEN’S DOOR』に出演[67]。

#### 2019年
- 1月12日、マレーシア・クアラルンプールにて『City Roars! Festival 2019』に出演[68][69]。
- 1月26日、台湾・花博公園にて『覺醒大暖祭 2019』に出演[31]。
- 3月 - 4月、後藤まりこと共同でアジアツアー『Hello！你好！こんにちは！ ASIA TOUR 2019』を敢行。香港・上海・北京・台湾のライブイベントに出演[29]。
- 5月 - 6月、ヨーロッパツアー『HARU NEMURI 'Haru to Shura' European Tour 2019』を敢行。ドイツ・フランス・スペイン・オランダ・イギリスの複数公演に出演[30]。

#### 2021年
- 3月21日、オンラインで開催された大型フェス『SXSW 2021』に出演。[37]。
- 8月31日、吉祥寺SHUFFLEでリクエストワンマンライブ『Déconstruction vol.5』開催。

#### 2022年
- 3月4日 - 13日、北米ツアー『HARU NEMURI “ North America Tour 2022 ”』を開催[40]。
- 3月14日、アメリカ・テキサス州オースティンにて開催されたSXSW2022に出演。
- 3月16日、SXSWでのパフォーマンスの高評価を受け急遽「FLOODfest」に追加出演[41]。